# La Chapelle-d'Aligné
La Chapelle-d'Aligné är en kommun i departementet Sarthe i regionen Pays de la Loire i nordvästra Frankrike. Kommunen ligger i kantonen La Flèche som tillhör arrondissementet La Flèche. År 2022 hade La Chapelle-d'Aligné 1 725 invånare.

## Befolkningsutveckling
Antalet invånare i kommunen La Chapelle-d'Aligné
| Referens: INSEE |